# D235 (Aude)
De D235 is een departementale weg in het Zuid-Franse departement Aude. De weg verbindt Laure-Minervois met Rustiques en is ongeveer 6,2 kilometer lang.